# 多棘孔属
多棘孔属（学名：Multispinotrema）为棘口科的一个属。
现已并入低颈属 （Hypoderaeum Dietz, 1909）。

## 下属物种
本属包括以下物种：
- 鸻多棘孔吸虫 Multispinotrema charadrii (Tubangui et Masilungan, 1935)
- 少棘鸻多棘孔吸虫 Multispinotrema charadrii oligospinosa Wang,1959